# Знаки почтовой оплаты СССР (1936)
Зна́ки почто́вой опла́ты СССР (1936) — перечень (каталог) знаков почтовой оплаты (почтовых марок), введённых в обращение дирекцией по изданию и экспедированию знаков почтовой оплаты Народного комиссариата связи СССР в 1936 году.
С апреля по август 1936 года было выпущено 7 памятных (коммеморативных) почтовых марок. Тематика коммеморативных марок была посвящена помощи советских пионеров почтовой связи, а также 100-летию со дня рождения Н. А. Добролюбова (1836—1861). Кроме того, в июле 1936 года начата эмиссия стандартных почтовых марок четвёртого стандартного выпуска СССР, для которых использовались рисунки марок предыдущего выпуска. Марки печатались без зубцов и в почтовое обращение официально не поступали.

## Список коммеморативных (памятных) марок
Порядок следования элементов в таблице соответствует номеру по каталогу марок СССР (ЦФА), в скобках приведены номера по каталогу «Михель».
| № по каталогу                                                                              | Изображение | Описание и источники                                                                   | Номинал   | Дата выпуска         | Тираж      | Художник                                             |
| ------------------------------------------------------------------------------------------ | ----------- | -------------------------------------------------------------------------------------- | --------- | -------------------- | ---------- | ---------------------------------------------------- |
| (ЦФА [АО «Марка»] № 529) (Mi #542A)                                                        |             | Серия «Поможем почте!»: - Пионеры укрепляют почтовый ящик, зелёная.                    | 0,01 руб. | апрель 1936 года     | 1 000 000  | Василий Завьялов                                     |
| (ЦФА [АО «Марка»] № 529А) (Mi #542C)                                                       |             | Серия «Поможем почте!»: - Пионеры укрепляют почтовый ящик, зелёная.                    | 0,01 руб. | апрель 1936 года     | 1 000 000  | Василий Завьялов                                     |
| (ЦФА [АО «Марка»] № 529Аа) (Mi #542C)                                                      |             | Серия «Поможем почте!»: - Пионеры укрепляют почтовый ящик, зелёная.                    | 0,01 руб. | апрель 1936 года     | 1 000 000  | Василий Завьялов                                     |
| (ЦФА [АО «Марка»] № 530) (Mi #543A)                                                        |             | Серия «Поможем почте!»: - Пионеры укрепляют почтовый ящик, красно-коричневая.          | 0,02 руб. | апрель 1936 года     | 750 000    | Василий Завьялов                                     |
| (ЦФА [АО «Марка»] № 530А) (Mi #543C)                                                       |             | Серия «Поможем почте!»: - Пионеры укрепляют почтовый ящик, красно-коричневая.          | 0,02 руб. | апрель 1936 года     | 750 000    | Василий Завьялов                                     |
| (ЦФА [АО «Марка»] № 530Аа) (Mi #543C)                                                      |             | Серия «Поможем почте!»: - Пионеры укрепляют почтовый ящик, красно-коричневая.          | 0,02 руб. | апрель 1936 года     | 750 000    | Василий Завьялов                                     |
| (ЦФА [АО «Марка»] № 530Б) (Mi #543A)                                                       |             | Серия «Поможем почте!»: - Пионеры укрепляют почтовый ящик, красно-коричневая.          | 0,02 руб. | апрель 1936 года     | 750 000    | Василий Завьялов                                     |
| (ЦФА [АО «Марка»] № 530АБ) (Mi #543C)                                                      |             | Серия «Поможем почте!»: - Пионеры укрепляют почтовый ящик, красно-коричневая.          | 0,02 руб. | апрель 1936 года     | 750 000    | Василий Завьялов                                     |
| (ЦФА [АО «Марка»] № 531) (Mi #544A)                                                        |             | Серия «Поможем почте!»: - Пионер предупреждает повреждение изолятора, тёмно-синяя.     | 0,03 руб. | апрель 1936 года     | 750 000    | Василий Завьялов                                     |
| (ЦФА [АО «Марка»] № 531А) (Mi #544C)                                                       |             | Серия «Поможем почте!»: - Пионер предупреждает повреждение изолятора, тёмно-синяя.     | 0,03 руб. | апрель 1936 года     | 750 000    | Василий Завьялов                                     |
| (ЦФА [АО «Марка»] № 531Аа) (Mi #544C)                                                      |             | Серия «Поможем почте!»: - Пионер предупреждает повреждение изолятора, тёмно-синяя.     | 0,03 руб. | апрель 1936 года     | 750 000    | Василий Завьялов                                     |
| (ЦФА [АО «Марка»] № 531Б) (Mi #544A)                                                       |             | Серия «Поможем почте!»: - Пионер предупреждает повреждение изолятора, тёмно-синяя.     | 0,03 руб. | апрель 1936 года     | 750 000    | Василий Завьялов                                     |
| (ЦФА [АО «Марка»] № 531АБ) (Mi #544C)                                                      |             | Серия «Поможем почте!»: - Пионер предупреждает повреждение изолятора, тёмно-синяя.     | 0,03 руб. | апрель 1936 года     | 750 000    | Василий Завьялов                                     |
| (ЦФА [АО «Марка»] № 532) (Mi #545A)                                                        |             | Серия «Поможем почте!»: - Пионер предупреждает повреждение изолятора, вишнёво-красная. | 0,05 руб. | апрель 1936 года     | 750 000    | Василий Завьялов                                     |
| (ЦФА [АО «Марка»] № 532А) (Mi #545C)                                                       |             | Серия «Поможем почте!»: - Пионер предупреждает повреждение изолятора, вишнёво-красная. | 0,05 руб. | апрель 1936 года     | 750 000    | Василий Завьялов                                     |
| (ЦФА [АО «Марка»] № 532Аа) (Mi #545C)                                                      |             | Серия «Поможем почте!»: - Пионер предупреждает повреждение изолятора, вишнёво-красная. | 0,05 руб. | апрель 1936 года     | 750 000    | Василий Завьялов                                     |
| (ЦФА [АО «Марка»] № 532Б) (Mi #545A)                                                       |             | Серия «Поможем почте!»: - Пионер предупреждает повреждение изолятора, вишнёво-красная. | 0,05 руб. | апрель 1936 года     | 750 000    | Василий Завьялов                                     |
| (ЦФА [АО «Марка»] № 532АБ) (Mi #545C)                                                      |             | Серия «Поможем почте!»: - Пионер предупреждает повреждение изолятора, вишнёво-красная. | 0,05 руб. | апрель 1936 года     | 750 000    | Василий Завьялов                                     |
| (ЦФА [АО «Марка»] № 533) (Mi #546A)                                                        |             | Серия «Поможем почте!»: - Пионеры снимают с проводов бумажного змея.                   | 0,10 руб. | апрель 1936 года     | 650 000    | Василий Завьялов                                     |
| (ЦФА [АО «Марка»] № 533А) (Mi #546C)                                                       |             | Серия «Поможем почте!»: - Пионеры снимают с проводов бумажного змея.                   | 0,10 руб. | апрель 1936 года     | 650 000    | Василий Завьялов                                     |
| (ЦФА [АО «Марка»] № 533Аа) (Mi #546C)                                                      |             | Серия «Поможем почте!»: - Пионеры снимают с проводов бумажного змея.                   | 0,10 руб. | апрель 1936 года     | 650 000    | Василий Завьялов                                     |
| (ЦФА [АО «Марка»] № 534) (Mi #547A)                                                        |             | Серия «Поможем почте!»: - Пионерский салют.                                            | 0,15 руб. | апрель 1936 года     | 300 000    | Василий Завьялов                                     |
| (ЦФА [АО «Марка»] № 534А) (Mi #547C)                                                       |             | Серия «Поможем почте!»: - Пионерский салют.                                            | 0,15 руб. | апрель 1936 года     | 300 000    | Василий Завьялов                                     |
| (ЦФА [АО «Марка»] № 534Аа) (Mi #547C)                                                      |             | Серия «Поможем почте!»: - Пионерский салют.                                            | 0,15 руб. | апрель 1936 года     | 300 000    | Василий Завьялов                                     |
| (ЦФА [АО «Марка»] № 534Б) (Mi #547A)                                                       |             | Серия «Поможем почте!»: - Пионерский салют.                                            | 0,15 руб. | апрель 1936 года     | 300 000    | Василий Завьялов                                     |
| (ЦФА [АО «Марка»] № 534АБ) (Mi #547C)                                                      |             | Серия «Поможем почте!»: - Пионерский салют.                                            | 0,15 руб. | апрель 1936 года     | 300 000    | Василий Завьялов                                     |
| (ЦФА [АО «Марка»] № 535) (ЦФА [АО «Марка»] № 535а) (Mi #548A)                              |             | «100-летие со дня рождения Н. А. Добролюбова (1836—1861)»: - Портрет Н. Добролюбова.   | 0,10 руб. | 13 августа 1936 года | 10 000 000 | по литографии П. Бореля коллектив художников Гознака |
| (ЦФА [АО «Марка»] № 535А) (ЦФА [АО «Марка»] № 535Аа) (ЦФА [АО «Марка»] № 535АБ) (Mi #548C) |             | «100-летие со дня рождения Н. А. Добролюбова (1836—1861)»: - Портрет Н. Добролюбова.   | 0,10 руб. | 13 августа 1936 года | 10 000 000 | по литографии П. Бореля коллектив художников Гознака |

## Четвёртый выпуск стандартных марок (1936—1953)
В июле 1936 года начата эмиссия стандартных почтовых марок четвёртого стандартного выпуска СССР, для которых использовались рисунки марок предыдущего выпуска. Марки печатались типографским способом на обыкновенной и мелованной (марка номиналом в 40 копеек) бумаге, без зубцов. Марки четвёртого стандартного выпуска неоднократно переиздавались с различными вариантами зубцовки на белой и сероватой бумаге с белым и жёлтым клеем, имеют многочисленные оттенки цвета.
Порядок следования элементов в таблице соответствует номеру по каталогу марок СССР (ЦФА), в скобках приведены номера по каталогу «Михель».
| № по каталогу             | Изображение | Описание и источники | Номинал   | Дата выпуска   | Тираж    | Художник                                  |
| ------------------------- | ----------- | -------------------- | --------- | -------------- | -------- | ----------------------------------------- |
| (ЦФА [АО «Марка»] № 556Б) |             | Работница            | 0,10 руб. | июль 1936 года | массовый | Дмитрий Голядкин                          |
| (ЦФА [АО «Марка»] № 558Б) |             | Колхозница           | 0,20 руб. | июль 1936 года | массовый | Дмитрий Голядкин                          |
| (ЦФА [АО «Марка»] № 559Б) |             | Портрет В. И. Ленина | 0,40 руб. | июль 1936 года | массовый | фото Петра Оцупа, гравёр Альфред Эберлинг |

## Комментарии
1. ↑  Коммеморативные марки — обобщённое название специальных художественных (памятных, юбилейных и других) почтовых марок. Для упрощения терминологии в случаях, когда требуется лишь подчеркнуть, что данная марка не является общеупотребляемой (то есть стандартной), под термином «коммеморативная марка» подразумевают, кроме перечисленных выше, также тематические (рисунки которых, посвящены определённой теме коллекционирования) марки. Также все упомянутые марки, объединённые термином «коммеморативная», имеют общую черту: как правило, такие марки изготовляются на высоком полиграфическом уровне[5].
2. ↑  Ниже приведён перечень памятных художественных марок (с возможностью сортировки по номиналу, тиражу и дате введения в обращение).
3. ↑  Серия «Поможем почте!»: пионеры укрепляют почтовый ящик, зелёная. Фототипия на плотной бумаге, без водяного знака, перфорирована: линейная зубцовка 11 (на каждые 2 сантиметра края марки приходится 11 зубцов). В марочных листах 60 (6×10) и 70 (7×10) марок[1][2][10].
4. 1 2 3  Суммарный тираж всех разновидностей марок  (ЦФА [АО «Марка»] № 529)  (Mi #542A) и  (ЦФА [АО «Марка»] № 529А)  (Mi #542C)[1][2][10].
5. ↑  Серия «Поможем почте!»: пионеры укрепляют почтовый ящик, зелёная. Фототипия на жёлтой бумаге, без водяного знака, перфорирована: линейная зубцовка 14 (на каждые 2 сантиметра края марки приходится 14 зубцов). В марочных листах 60 (6×10) и 70 (7×10) марок[1][2][10].
6. ↑  Серия «Поможем почте!»: пионеры укрепляют почтовый ящик, зелёная. Фототипия на белой бумаге, без водяного знака, перфорирована: линейная зубцовка 14 (на каждые 2 сантиметра края марки приходится 14 зубцов). В марочных листах 60 (6×10) и 70 (7×10) марок[1][2][10].
7. ↑  Серия «Поможем почте!»: пионеры укрепляют почтовый ящик, красно-коричневая. Фототипия на плотной бумаге, без водяного знака, перфорирована: линейная зубцовка 11 (на каждые 2 сантиметра края марки приходится 11 зубцов). В марочных листах 60 (6×10) и 70 (7×10) марок[1][2][10].
8. 1 2 3 4 5  Суммарный тираж всех разновидностей марок  (ЦФА [АО «Марка»] № 530)  (Mi #543A) и  (ЦФА [АО «Марка»] № 530А)  (Mi #543C)[1][2][10].
9. ↑  Серия «Поможем почте!»: пионеры укрепляют почтовый ящик, красно-коричневая. Фототипия на жёлтой бумаге, без водяного знака, перфорирована: линейная зубцовка 14 (на каждые 2 сантиметра края марки приходится 14 зубцов). В марочных листах 60 (6×10) и 70 (7×10) марок[1][2][10].
10. ↑  Серия «Поможем почте!»: пионеры укрепляют почтовый ящик, красно-коричневая. Фототипия на белой бумаге, без водяного знака, перфорирована: линейная зубцовка 14 (на каждые 2 сантиметра края марки приходится 14 зубцов). В марочных листах 60 (6×10) и 70 (7×10) марок[1][2][10].
11. ↑  Серия «Поможем почте!»: пионеры укрепляют почтовый ящик, красно-коричневая. Фототипия на хлопчатой бумаге, без водяного знака, перфорирована: линейная зубцовка 11 (на каждые 2 сантиметра края марки приходится 11 зубцов). В марочных листах 60 (6×10) и 70 (7×10) марок[1][2][10].
12. ↑  Серия «Поможем почте!»: пионеры укрепляют почтовый ящик, красно-коричневая. Фототипия на хлопчатой бумаге, без водяного знака, перфорирована: линейная зубцовка 14 (на каждые 2 сантиметра края марки приходится 14 зубцов). В марочных листах 60 (6×10) и 70 (7×10) марок[1][2][10].
13. ↑  Серия «Поможем почте!»: пионер предупреждает повреждение изолятора, тёмно-синяя. Фототипия на плотной бумаге, без водяного знака, перфорирована: линейная зубцовка 11 (на каждые 2 сантиметра края марки приходится 11 зубцов). В марочных листах 60 (6×10) и 70 (7×10) марок[1][2][10].
14. 1 2 3 4 5  Суммарный тираж всех разновидностей марок  (ЦФА [АО «Марка»] № 531)  (Mi #544A) и  (ЦФА [АО «Марка»] № 531А)  (Mi #544C)[1][2][10].
15. ↑  Серия «Поможем почте!»: пионер предупреждает повреждение изолятора, тёмно-синяя. Фототипия на жёлтой бумаге, без водяного знака, перфорирована: линейная зубцовка 14 (на каждые 2 сантиметра края марки приходится 14 зубцов). В марочных листах 60 (6×10) и 70 (7×10) марок[1][2][10].
16. ↑  Серия «Поможем почте!»: пионер предупреждает повреждение изолятора, тёмно-синяя. Фототипия на белой бумаге, без водяного знака, перфорирована: линейная зубцовка 14 (на каждые 2 сантиметра края марки приходится 14 зубцов). В марочных листах 60 (6×10) и 70 (7×10) марок[1][2][10].
17. ↑  Серия «Поможем почте!»: пионер предупреждает повреждение изолятора, тёмно-синяя. Фототипия на хлопчатой бумаге, без водяного знака, перфорирована: линейная зубцовка 11 (на каждые 2 сантиметра края марки приходится 11 зубцов). В марочных листах 60 (6×10) и 70 (7×10) марок[1][2][10].
18. ↑  Серия «Поможем почте!»: пионер предупреждает повреждение изолятора, тёмно-синяя. Фототипия на хлопчатой бумаге, без водяного знака, перфорирована: линейная зубцовка 14 (на каждые 2 сантиметра края марки приходится 14 зубцов). В марочных листах 60 (6×10) и 70 (7×10) марок[1][2][10].
19. ↑  Серия «Поможем почте!»: пионер предупреждает повреждение изолятора, вишнёво-красная. Фототипия на плотной бумаге, без водяного знака, перфорирована: линейная зубцовка 11 (на каждые 2 сантиметра края марки приходится 11 зубцов). В марочных листах 60 (6×10) и 70 (7×10) марок[1][2][10].
20. 1 2 3 4 5  Суммарный тираж всех разновидностей марок  (ЦФА [АО «Марка»] № 532)  (Mi #545A) и  (ЦФА [АО «Марка»] № 532А)  (Mi #545C)[1][2][10].
21. ↑  Серия «Поможем почте!»: пионер предупреждает повреждение изолятора, вишнёво-красная. Фототипия на жёлтой бумаге, без водяного знака, перфорирована: линейная зубцовка 14 (на каждые 2 сантиметра края марки приходится 14 зубцов). В марочных листах 60 (6×10) и 70 (7×10) марок[1][2][10].
22. ↑  Серия «Поможем почте!»: пионер предупреждает повреждение изолятора, вишнёво-красная. Фототипия на белой бумаге, без водяного знака, перфорирована: линейная зубцовка 14 (на каждые 2 сантиметра края марки приходится 14 зубцов). В марочных листах 60 (6×10) и 70 (7×10) марок[1][2][10].
23. ↑  Серия «Поможем почте!»: пионер предупреждает повреждение изолятора, вишнёво-красная. Фототипия на хлопчатой бумаге, без водяного знака, перфорирована: линейная зубцовка 11 (на каждые 2 сантиметра края марки приходится 11 зубцов). В марочных листах 60 (6×10) и 70 (7×10) марок[1][2][10].
24. ↑  Серия «Поможем почте!»: пионер предупреждает повреждение изолятора, вишнёво-красная. Фототипия на хлопчатой бумаге, без водяного знака, перфорирована: линейная зубцовка 14 (на каждые 2 сантиметра края марки приходится 14 зубцов). В марочных листах 60 (6×10) и 70 (7×10) марок[1][2][10].
25. ↑  Серия «Поможем почте!»: пионеры снимают с проводов бумажного змея, синяя. Фототипия на плотной бумаге, без водяного знака, перфорирована: линейная зубцовка 11 (на каждые 2 сантиметра края марки приходится 11 зубцов). В марочных листах 60 (6×10) и 70 (7×10) марок[1][2][10].
26. 1 2 3  Суммарный тираж всех разновидностей марок  (ЦФА [АО «Марка»] № 533)  (Mi #546A) и  (ЦФА [АО «Марка»] № 533А)  (Mi #546C)[1][2][10].
27. ↑  Серия «Поможем почте!»: пионеры снимают с проводов бумажного змея, синяя. Фототипия на жёлтой бумаге, без водяного знака, перфорирована: линейная зубцовка 14 (на каждые 2 сантиметра края марки приходится 14 зубцов). В марочных листах 60 (6×10) и 70 (7×10) марок[1][2][10].
28. ↑  Серия «Поможем почте!»: пионеры снимают с проводов бумажного змея, синяя. Фототипия на белой бумаге, без водяного знака, перфорирована: линейная зубцовка 14 (на каждые 2 сантиметра края марки приходится 14 зубцов). В марочных листах 60 (6×10) и 70 (7×10) марок[1][2][10].
29. ↑  Серия «Поможем почте!»: пионерский салют, оливково-коричневая. Фототипия на плотной бумаге, без водяного знака, перфорирована: линейная зубцовка 11 (на каждые 2 сантиметра края марки приходится 11 зубцов). Разновидности:  (ЦФА [АО «Марка»] № 534А)  (Mi #547C) на жёлтой бумаге, линейная зубцовка 14;  (ЦФА [АО «Марка»] № 534Аа)  (Mi #547C) на белой бумаге, линейная зубцовка 14;  (ЦФА [АО «Марка»] № 534Б)  (Mi #547A) на хлопчатой бумаге, линейная зубцовка 11 и  (ЦФА [АО «Марка»] № 534АБ)  (Mi #547C) на хлопчатой бумаге, линейная зубцовка 14. В марочных листах 60 (6×10) и 70 (7×10) марок[1][2][10].
30. 1 2 3 4 5  Суммарный тираж всех разновидностей марок  (ЦФА [АО «Марка»] № 534)  (Mi #547A) и  (ЦФА [АО «Марка»] № 534А)  (Mi #547C)[1][2][10].
31. ↑  Серия «Поможем почте!»: пионерский салют, оливково-коричневая. Фототипия на жёлтой бумаге, без водяного знака, перфорирована: линейная зубцовка 14 (на каждые 2 сантиметра края марки приходится 14 зубцов). В марочных листах 60 (6×10) и 70 (7×10) марок[1][2][10].
32. ↑  Серия «Поможем почте!»: пионерский салют, оливково-коричневая. Фототипия на белой бумаге, без водяного знака, перфорирована: линейная зубцовка 14 (на каждые 2 сантиметра края марки приходится 14 зубцов). В марочных листах 60 (6×10) и 70 (7×10) марок[1][2][10].
33. ↑  Серия «Поможем почте!»: пионерский салют, оливково-коричневая. Фототипия на хлопчатой бумаге, без водяного знака, перфорирована: линейная зубцовка 11 (на каждые 2 сантиметра края марки приходится 11 зубцов). В марочных листах 60 (6×10) и 70 (7×10) марок[1][2][10].
34. ↑  Серия «Поможем почте!»: пионерский салют, оливково-коричневая. Фототипия на хлопчатой бумаге, без водяного знака, перфорирована: линейная зубцовка 14 (на каждые 2 сантиметра края марки приходится 14 зубцов). В марочных листах 60 (6×10) и 70 (7×10) марок[1][2][10].
35. ↑  «100-летие со дня рождения Н. А. Добролюбова»: портрет Н. А. Добролюбова (на марках ошибочно указаны инициалы А. Н.), лиловая. Печать типографская на бумаге, без водяного знака (водяной знак «1» по краю листа гаттер-пары), перфорирована: линейная зубцовка 11 (на каждые 2 сантиметра края марки приходится 11 зубцов). Разновидность:  (ЦФА [АО «Марка»] № 535а)  (Mi #548A) на жёлтой бумаге. В марочных листах 50 (10×5) блоками (5×5) + (5×5) марок[2][11][12].
36. 1 2  Суммарный тираж всех разновидностей марок  (ЦФА [АО «Марка»] № 535) и  (ЦФА [АО «Марка»] № 535А)[2][11][12].
37. ↑  «100-летие со дня рождения Н. А. Добролюбова»: портрет Н. А. Добролюбова (на марках ошибочно указаны инициалы А. Н.), лиловая. Печать типографская на бумаге, без водяного знака (водяной знак «1» по краю листа гаттер-пары), перфорирована: линейная зубцовка 14 (на каждые 2 сантиметра края марки приходится 14 зубцов). Разновидности:  (ЦФА [АО «Марка»] № 535Аа)  (Mi #548C) на жёлтой бумаге и  (ЦФА [АО «Марка»] № 535АБ)  (Mi #548C) на тонкой белой бумаге. В марочных листах 50 (10×5) блоками (5×5) + (5×5) марок[2][11][12].
38. ↑  Ниже приведён перечень стандартных марок (с возможностью сортировки по номиналу, тиражу и дате введения в обращение).
39. ↑  Работница, размер рисунка 16×23 мм, серо-синяя. Печать типографская на простой бумаге без водяного знака, без зубцов. В марочных листах по 100 (10×10) марок. В почтовое обращение официально не поступали[7][8].
40. ↑  Колхозница, зелёная. Печать типографская на простой бумаге без водяного знака, без зубцов. В марочных листах по 100 (10×10) марок. В почтовое обращение официально не поступали[7][8].
41. ↑  Портрет В. И. Ленина, тёмно-синяя. Печать типографская на мелованной бумаге без водяного знака, без зубцов. В марочных листах по 100 (10×10) марок. В почтовое обращение официально не поступали[7][8].